# 望月健一
望月 健一（もちづき けんいち、3月16日 - ）は、日本の男性声優。アーツビジョン所属。神奈川県出身。

## 人物
日本ナレーション演技研究所出身。
趣味・特技は映画鑑賞、殺陣、アクション。

## 出演

### テレビアニメ
2000年
- アルジェントソーマ（乗組員）

2001年
- 最遊記シリーズ（2001年 - 2003年、ナタクの部下、市場の人々） - 2シリーズ
- Z.O.E Dolores, i（オペレーター）
- バンパイヤン・キッズ（原始人）
- RAVE（警備員）

2002年
- Weiß kreuz Glühen
- キディ・グレイド（男5）
- GetBackers-奪還屋-（警備員、哨兵）
- 攻殻機動隊 STAND ALONE COMPLEX（人事課長）
- 超重神グラヴィオン（2002年 - 2004年、男A、ランビアス代表A）
- 炎の蜃気楼（側近）
- 円盤皇女ワるきゅーレ（アナウンサーA）

2003年
- R.O.D -THE TV-（街宣車）
- WOLF'S RAIN（狼2、警官B）
- F-ZERO ファルコン伝説（2003年 - 2004年、ピコ、若いシルバー）
- ガングレイヴ（2003年 - 2006年、デカルト手下D、補佐官、部下）
- キノの旅 -the Beautiful World-（役人A）
- クラッシュギアNitro（通信士）
- 獣兵衛忍風帖 龍宝玉篇（下忍）
- スクラップド・プリンセス（スカーレット兵）
- 住めば都のコスモス荘 すっとこ大戦ドッコイダー
- D.C. 〜ダ・カーポ〜（ジャングルレンジャー5号）
- TEXHNOLYZE（構成員3）
- NARUTO -ナルト-（2003年 - 2006年、ミノジ、酒場のマスター、医療班）
- はじめの一歩 Champion Road（練習生C）
- フルメタル・パニック? ふもっふ（生徒、ヤクザB）
- ポポロクロイス（兵士、兵士A）
- 魔探偵ロキRAGNAROK（警官B）
- 魔法遣いに大切なこと（アナウンサー）

2004年
- 犬夜叉（村人）
- 宇宙交響詩メーテル 銀河鉄道999外伝（サム、男2）
- お伽草子（公家、検非違使B、陰陽師）
- カレイドスター 新たなる翼（ビリー、マネージャー）
- 機動戦士ガンダムSEED DESTINY（イケヤ、パーネル・ジェゼック）
- KURAU Phantom Memory（ドク、キャスター、隊員2 他）
- クロノクルセイド（悪魔）
- ケロロ軍曹（格闘家の声、清掃員1、役場の職員）
- 攻殻機動隊 S.A.C. 2nd GIG（矢野、招慰難民、秘書官 他）
- SAMURAI 7（ヨヘイ 他）
- 砂ぼうず（村人、商人）
- 鉄人28号（第4作）（PX団員）
- 風人物語（患者A、教師B、先生B）
- モンキーターン（桑畑選手、筒井先生、医師、板さん 他） - 2シリーズ

2005年
- JINKI:EXTEND（グレン・ハーデン、幹部、隊員A）
- 好きなものは好きだからしょうがない!!（生徒A）
- SPEED GRAPHER（葛西、野田元幹事長 他）
- SoltyRei（ハンター・リーダー）
- トランスフォーマー ギャラクシーフォース（コビーの父、保安官、老人、オートランダー、オートボルト、ブレンダル）
- BLEACH（竹添幸吉郎、死神れ）
- ぺとぺとさん（学者、弟分、サラリーマン）

2006年
- いぬかみっ!（男）
- おとぎ銃士 赤ずきん（ザフィーロ）
- Kanon（第2作）（生徒、店主）
- 少年陰陽師（鶚）
- 涼宮ハルヒの憂鬱（鈴木雄輔）
- ちょこッとSister（安岡匡和、ナンパ男）
- Project BLUE 地球SOS（李博士、記者A）

2007年
- スケッチブック 〜full color's〜（金魚すくいのおじさん）
- 精霊の守り人（ゼン、火の民）
- MOONLIGHT MILE 1stシーズン -Lift off-（技師A、ダイバー）
- MONNLIGHT MILE 2ndシーズン -Touch down-（管制官A）

2008年
- ストライクウィッチーズ（研究者）
- ソウルイーター（怪盗ルパン）
- 隠の王（灰狼衆）
- バトルスピリッツ 少年突破バシン（2008年 - 2009年、スタッフA、照明スタッフA）
- 夜桜四重奏 〜ヨザクラカルテット〜（町人）

2009年
- 真マジンガー 衝撃!Z編 on television（ピグマン子爵）
- DARKER THAN BLACK -流星の双子-（車掌）
- 東京マグニチュード8.0（陸上自衛官）
- 東のエデン（闇金A）
- ミチコとハッチン

2011年
- 青の祓魔師（仏像）
- バトルスピリッツ ブレイヴ（コワモテ）
- 未来日記（マカロニ）
- よんでますよ、アザゼルさん。（TV局プロデューサー）

2012年
- エウレカセブンAO（青年、マスミ）
- 機動戦士ガンダムAGE（ビシディアン、ヴェイガン副官）
- 絶園のテンペスト（教師）

2014年
- のうりん（組合長）
- ばらかもん（浩志の担任）
- メカクシティアクターズ（挑戦者A）

2015年
- 赤髪の白雪姫（使いの兵）

2016年
- 文豪ストレイドッグス（孤児院職員男A）

2018年
- 進撃の巨人（男）

### 劇場アニメ
- ギルステイン（2002年、ゲリラC）
- 犬夜叉 天下覇道の剣（2003年）
- イノセンス（2004年）
- 機動戦士Ζガンダム A New Translation（2005年、シーサー）
- ストレンヂア 無皇刃譚（2007年、武士）
- スカイ・クロラ The Sky Crawlers（2008年、整備員）
- 僕のヒーローアカデミア THE MOVIE 〜2人の英雄（2018年）

### OVA
- 撲殺天使ドクロちゃん（2005年、穂坂）
- 機動戦士ガンダム MS IGLOO（2004年、ザク、ジムパイロット）
- 機動戦士ガンダムSEED C.E.73 STARGAZER（2006年、連合軍兵士）
- 魔法先生ネギま! 〜もうひとつの世界〜（2009年、クレイグ・コールドウェル）
- 進撃の巨人 OAD Wall Sina,Goodbye（2017年、男A）
- 銀河英雄伝説 Die Neue These 星乱（2019年、マリネスク）

### Webアニメ
- 幕末機関説 いろはにほへと（2006年、侍、兵士）

### ゲーム
2003年
- アークス・ファタリス 日本語版 (ミゲル、カルロ)

2004年
- 転生學園幻蒼録（石見隼人）
- 遙かなる時空の中で（平家武士）

2005年
- エウレカセブン TR1 NEW WAVE（教官）
- NAMCO x CAPCOM（ズール、風神、雷神、シュトゥルムJr.、レッドアリーマー、レッドアリーマーエース、レッドアリーマーキング）
- ラジアータ ストーリーズ（ジュンザブロウ）

2006年
- キャプテン翼（南葛監督）※PlayStation 2版
- 機動戦士ガンダム スピリッツオブジオン（ソーラーシステム司令官）
- 転生學園月光録（石見隼人）
- マブラヴ オルタネイティヴ（門兵2）

2007年
- SDガンダム GGENERATION（2007年 - 2009年、シーサー、ファビオ・リベラ 他） - 2作品

2010年
- 忍者活劇 天誅紅 Portable

2012年
- 機動戦士ガンダムUC（連邦兵、ロンド・ベル兵士、ネオ・ジオン艦長）
- 第2次スーパーロボット大戦Z 再世篇（ピグマン子爵）

2023年
- 機動戦士ガンダム U.C. ENGAGE（シーサー、ティターンズ事務官）

### ドラマCD
- 転生學園幻蒼録（石見隼人）
- 電車男（サラリーマン）
- 天使禁猟区 至高天・神性界編（天使1）
- BLEACH「処刑前夜」（竹添幸吉郎）※DVD付属ドラマCD
- 最遊記 GファンタジーコミックCDコレクション（僧侶）
- 少年陰陽師（鶚）
- スクラップド・プリンセス 第六楽章（暗殺者C）
- セイントビースト（下位天使、魔物B）
- 夢想灯籠（黒幕）※ゲーム初回限定版付属ドラマCD

### BLCD
- 甘い口づけ（野球部主将、老婆〈男子学生〉）
- ENDLESS FEEL（亜煉）
- 異国色恋浪漫譚（司会者）
- 異国色恋浪漫譚 第二幕（組員2）
- 神様の腕の中（エリオット）
- 原獣文書（クリストファー、ディーツ）
- こんな上司に騙されて（同僚3）
- 雫 花びら 林檎の香り（部長）
- 是-ZE-（彰伊の父）
- 東京ディープナイト（新倉健太）
- 内科医のメランコリー（店員）
- フルハウスキス（宗北俊英）
- 僕のものになりなさい（先生）

### 吹き替え

#### 映画
- アメイジング・スパイダーマン（チンピラ3）
- アタック・オブ・ザ・ジャイアント・ケーキ
- アモーレス・ペレス（仲間達）
- ヴィレッジ
- エアポート'03
- エネミー・ライン（ケネディ〈エイアル・ポデール〉[4]）
- カンガルー・ジャック
- 華氏911
- キルミー・レイター 崖っぷち逃避行
- キラータトゥー
- クンフー・マスター 洪熙官（ベン・ン）
- K-19
- 広州殺人事件（ション・ワイ（常威）〈コリン・チョウ〉）※ソフト新緑版
- サマーリーグ（エリック・ヴァン・リーマー〈コーリー・パーゾン〉）
- サタデー・ナイト・フィーバー（ダブル・J〈ポール・デイブ〉）※ソフト新録版
- シスター・エスカレーション
- 少林サッカー 外伝
- シー・ノー・イーヴル 肉鉤のいけにえ（ニール・ブレイン）
- ディープ・ライジング コンクエスト
- テンペスト 旋風の破壊神
- ドッグ・ソルジャー（スプーン〈ダーレン・モーフィット〉）
- ドリーマーズ
- ニュースの天才
- ファイヤークラッシュ・灼熱のカタストロフ
- ブルークラッシュ
- ルール3
- ルビー&カンタン（ロッコ〈オーレリアン・レコン〉、看守長、看護師、警官 他）
- レディ・ウェポン
- レボリューション6
- レッド・ウォーター/サメ地獄 ※ビデオ版

#### テレビドラマ
- アガサ・クリスティー ミス・マープル 予告殺人
- 堕ちた弁護士 -ニック・フォーリン-
- OZ/オズ
- 悲しき恋歌（ビョンソク）
- クワンティコ/FBIアカデミーの真実 #1（ヒメレスFBI捜査官〈アンソニー・ルイヴィヴァー〉）
- ゴースト 〜天国からのささやき
- ザ・プラクティス ボストン弁護士ファイル（アラン・ロウ）
- ザ・プリテンダー 仮面の逃亡者
- CSI:科学捜査班
  - シーズン1 #20（アダム〈オースティン・ニコルズ〉）
  - シーズン2 #10（キース・ドリスコル）
  - シーズン8 #2（マイケル〈ニール・ジャクソン〉）
- CSI:マイアミ5 #6（ジェレミー〈クリストファー・ポラーハ〉）
- CSI:ニューヨーク
  - シーズン4 #3（ランダル・ロドリゲイ〈コーリー・ピアソン〉）
  - シーズン5 #12
- セックス・アンド・ザ・シティ
- TOUCH/タッチ #6
- デューン/砂の惑星（ダンカン〈エドワード・アタートン〉）
- バビロン5（ラミレス 他）
- パワーレンジャー・ライトスピード・レスキュー（プリンス・オリンピアス〈TJ・ロトロ/マイケル・フォレスト〉）
- ベティ〜愛と裏切りの秘書室（マリオ）
- BONES シーズン5 #4
- 名探偵ポワロ ホロー荘の殺人（警官、野次の声）※NHK版
- 名探偵モンク2

#### アニメ
- スター・ウォーズ/クローン・ウォーズ（マーグクリム）
- スパイダーマン（アリスター・スマイス）
- ティーン・タイタンズ（シンダーブロック）
- 放課後エージェント!オーサム

### 特撮
- スーパー戦隊シリーズ
  - 高速戦隊ターボレンジャー（1989年）
  - 地球戦隊ファイブマン（1990年）
- メタルヒーローシリーズ
  - 機動刑事ジバン（1989年）
  - 特警ウインスペクター（1990年）
  - ビーファイターカブト（1996年）
- 鉄甲機ミカヅキ（2000年）
- 仮面ライダーディケイド（2009年、フィロキセラワームの声）

### ボイスオーバー
- BS世界のドキュメンタリー（NHK-BS1）
- 地球ドラマチック（NHK総合） 
  - 肉食恐竜の真実 第1回「最強の恐竜ティラノサウルス」（2005年）

### 映画
- ZIPANG（1990年）
- ガメラ3 邪神覚醒（1999年）※スタントマンとして

### その他コンテンツ
- livedoor Net Anime 暗黒キャットepisode-3 『暗黒キャットと誕生日の夜』（店長）
- 山梨県立科学館プラネタリウム「星月夜 〜めぐる大地のうた」（ナレーター）

### シリーズ一覧
1. ↑  『SPIRITS』（2007年）、『WARS』（2009年）